# Anatolij Skocziłow
Anatolij Andrianowicz Skocziłow (ros. Анатолий Андрианович Скочилов, ur. 24 marca?/6 kwietnia 1912 we wsi Wasiljewskoje w guberni wiackiej, zm. 6 lipca 1977 w Moskwie) – radziecki polityk, I sekretarz Komitetu Obwodowego KPZR w Uljanowsku (1961-1977), członek KC KPZR (1966-1977).

## Życiorys
W 1931 ukończył technikum rolnicze i został agronomem, 1938 ukończył Instytut Rolniczy w Gorkim (obecnie Niżny Nowogród), w latach 1938-1940 w Armii Czerwonej, od 1940 w WKP(b), 1940-1944 w NKWD/NKGB ZSRR, 1944-1948 pracował w gospodarce. Od sierpnia 1948 do sierpnia 1949 sekretarz Komitetu Obwodowego WKP(b) w Gorkim, 1949-1952 słuchacz Wyższej Szkoły Partyjnej przy KC WKP(b), później sekretarz rejonowego komitetu WKP(b)/KPZR. Od stycznia 1954 do kwietnia 1957 przewodniczący Komitetu Wykonawczego Rady Obwodowej w Arzamasie, 1957 minister gospodarki rolnej Tatarskiej ASRR, od 28 października 1960 do sierpnia 1961 II sekretarz Tatarskiego Komitetu Obwodowego KPZR. Od 7 sierpnia 1961 do śmierci I sekretarz Komitetu Obwodowego KPZR w Uljanowsku (od stycznia 1963 do grudnia 1964: Wiejskiego Komitetu Obwodowego KPZR w Uljanowsku), od 31 października 1961 do 29 marca 1966 zastępca członka, a od 8 kwietnia 1966 członek KC KPZR. Deputowany do Rady Najwyższej ZSRR 4,6,7,8 i 9 kadencji. Odznaczony trzema Orderami Lenina i Orderem Czerwonego Sztandaru Pracy.